# Sertanópolis
Sertanópolis est une municipalité brésilienne située dans l'État du Paraná.